# Зелений острів (Конотоп)
Зелений острів — річковий острів на річці Єзуч в місті Конотоп.

## Опис
Острів має форму трикутника, ширина в найширшому місці — 290 метрів, довжина в найдовшому місці — 340 метрів, площа 6,78 га До острова немає мостів, тому дістатися туди можна лише на власному човні, або взимку. Практично всю територію острова займають чагарники.